# Asedio de Loarre
El asedio de Loarre de 1413 fue la última de las batallas de la revuelta del conde de Urgel.

## Antecedentes
En el castillo de Loarre Antón de Luna se refugio mientras Jaime II de Urgel hacia lo mismo en el de Balaguer. Este último fue derrotado por Fernando I personalmente luego de un asedio que duró desde julio a octubre de 1413. Entonces, mientras Antón y sus mercenarios gascones, ingleses y bearneses vencían en los castillos de Trasmoz y Montearagón, su prima y probable amante, la abadesa del monasterio cisterciense de Trasobares Violante de Luna defendía el castillo de Loarre. Ya en mayo las tropas de Juan Delgadillo habían sitiado el fuerte, pero se retiraron al acercarse Antón y los ingleses.
Pero seguidamente, primero caería el castillo de Apiés, un bastión urgelista, en manos de Martín de Pomar, y luego el de Montearagón, rindiendose Fernando de Canales en manos de los realistas el 29 de agosto, y las tropas inglesas, con las que contaban tanto Jaime como Antón, habían sido derrotadas.

## Asedio
Pedro de Urrea, al ver a los ingleses derrotados, marchó inmediatamente hacia Loarre a ponerle fin a la revuelta con los 300 hombres que Fernando le encomendó, más hasta octubre la obstinada abadesa no quiso escuchar ningún reclamo ni negociación de paz. Esto llegaba al punto de declarar amnistía total, tanto a Antón (refugiado en Francia), Pedro de Embún (conde de Gordún) y otros tantos rebeldes, pero fue siempre firme la negativa de la abadesa. Entonces, rendida ya la fortaleza de Balaguer, el rey reforzó con más hombres y bombardas para así empezar el ataque, decidido a no entrar en tratos con estos hombres. Pedro vino a reforzar a Felipe de Urríes, señor de Ayerbe, quién mantenía un asedio más que nada simbólico.
Por fines de 1413, la fortaleza, incomunicada y sumamente asediada, con aquel a quién defendían estando cautivo, se rindió. Todos los defensores del castillo fueron liberados, pero solo Violante perdió la libertad, aunque este cautiverio duraría poco, ya que el papa Benedicto XIII, tío de la abadesa, intercedió por ella, logrando su libertad y le permitió ir a Bearne junto a su primo.